# Hoff Bodyboard Pro 1996
 (mars 2023).
Si vous disposez d'ouvrages ou d'articles de référence ou si vous connaissez des sites web de qualité traitant du thème abordé ici, merci de compléter l'article en donnant les références utiles à sa vérifiabilité et en les liant à la section « Notes et références ».
Le Hoff Bodyboard Pro 1996 est une compétition de bodyboard organisée en 1996 à Saint-Leu de La Réunion, dans le sud-ouest de l'océan Indien. Il est remporté par le Brésilien Guilherme Tâmega, qui s'impose en demi-finale face à l'Américain Mike Stewart et en finale face au Sud-Africain Andre Botha.